# Орфизъм
Орфизъм е съвременен термин в историческата наука, с който се означава религиозно течение в древните средиземноморски култури. Произлиза от името на героя Орфей, който е тракиец според старогръцката митология, и на когото се приписва създаването на учението и авторството на свещени текстове. Последователите му се наричат орфици. Основната орфическа вяра е вярата в безсмъртието – в живот отвъд или в прераждане.
Орфически вярвания и практики са засвидетелствани в древна Елада и древна Тракия. Има общи елементи между двата вида орфизъм, но има и съществени разлики. Гръцките орфици вярват в безсмъртието на душата и прераждането ѝ в други тела, практикуват аскетичен начин на живот и ползват свещени текстове. Тракийските орфици вярват в безсмъртието телом и духом, за тях смъртта е преминаване в отвъдна реалност, аскетизъм (в повечето случаи) не се практикува, липсват свещени книги.

## Гръцки орфизъм
Гръцкият орфизъм се квалифицира като секта в древногръцката религия, тъй като вярата в безсмъртието на душата и прераждането не е характерна за традиционната гръцка религиозност – Олимпийските култове.
Има различни хипотези за времето на възникването на гръцкия орфизъм – най-късната възможна дата, приемана днес в науката е VI в. пр. Хр.
Основно божество, почитано от гръцките орфици е Дионис (Вакх) в двете му хипостази – Загрей и Сабазий.

## Тракийски орфизъм
„Тракийски орфизъм“ е термин, въведен от проф. Александър Фол, означаващ тракийското аристократично религиозно учение, постулиращо възможност за обезсмъртяване чрез мистериални обреди. Определянето на Орфей като тракиец в старогръцката митология, дава основание на проф. Ал. Фол да нарече условно учението за безсмъртието на тракийските аристократи „тракийски орфизъм“, сравнявайки го с подобното учение в Елада.
Според хипотезата на проф. Ал. Фол, оформянето на тракийския орфизъм се датира в периода от средата на II хил. пр. Хр. до IX-VIII в. пр. Хр., и продължава да се изповядва от траките до края на античността – VI в. Основа на доктрината е идеята за самоусъвършенстването. Орфизмът се практикува различно от различните обществени слоеве. Аристократите практикуват безсмъртието, т.е. – обезсмъртяват се, тъй като са посветени в мистериалното знание на учението. Поданиците вярват в обезсмъртяването на аристократите.
Тракийският орфизъм съчетава почитта към хтоничните и соларните божествени сили – орфическите божества са едновременно соларни и хтонични – такива персонификации са например Орфей и Залмоксис. Според космогоничния модел на тракийския орфизъм, светът е уреден в 7 или 10-степенен цикъл:
1. Самооплождане на Великата Богиня-майка (Земята).
2. Раждане на Сина (Слънцето).
3. Възмъжаване на Сина.
4. Свещен брак на сина с Богинята-майка.
5. Раждане на сина на Сина (царя).
6. Възмъжаване на царя.
7. Свещен брак на царя с Богинята-майка.
Според тази концепция, възпроизвеждането на космоса и обществото се основава на цикличното и асиметрично, а не на линейното симетрично време. Идеята за самоусъвършенстване подхранва вярата, че преодолелият ценностните изпитания и съпруг на Великата богиня майка става бог. Тази вяра се въплъщава в тракийския цар, който е и жрец, и бог. Два са пътищата за сливане с бога и те се илюстрират с митичната съдба на Орфей и Дионис. В мистериалните обреди участниците могат да въведат бога Дионис в себе си в състояние на ентусиазъм (в колективните обреди), но могат и да се опитват да достигнат до бога-Слънце (Аполон), както се вярва, че е правил Орфей, в състояние на екстаз (в индивидуалните обреди).